# Desa Jiwuwu
Desa Jiwuwu är en administrativ by i Indonesien.   Den ligger i provinsen Nusa Tenggara Timur, i den södra delen av landet, 1 700 km öster om huvudstaden Jakarta. Desa Jiwuwu ligger på ön Savu Island.